# Luis Alberto Hernando
Luis Alberto Hernando Alzaga (Burgos, 27 settembre 1977) è un ultramaratoneta, ex biatleta, ex fondista e skyrunner spagnolo.

## Biografia

### Carriera nello skyrunning
Originario della comunità autonoma dell'Aragona (risiede a Jaca), ha debuttato a livello agonistico nel 2005 e nel 2013 si è laureato campione europeo di ultraskymarathon, ex aequo con Kilian Jornet Burgada alla Trans d'Havet 80K.

### Carriera sciistica
In carriera Hernando gareggiò sia nel biathlon sia nello sci di fondo.
In Coppa del Mondo di biathlon esordì l'11 dicembre 2003 a Hochfilzen (112º) e ottenne il miglior piazzamento il 7 gennaio 2006 a Oberhof (82º); prese parte a un'edizione dei Giochi olimpici invernali, Torino 2006 (80º nell'individuale, 82º nella sprint), e a due dei Campionati mondiali (90º nella sprint a Hochfilzen 2005 il miglior piazzamento).
In Coppa del Mondo di sci di fondo esordì il 24 novembre 2007 a Beitostølen (80º) e ottenne il miglior piazzamento il giorno successivo nella medesima località (19º). In questa specialità non prese mai parte a rassegne olimpiche o iridate.

## Palmarès

### Skyrunning
- Campione del mondo Skyrunner World Series Ultra 2015
- Campione del mondo Skyrunning Ultra 2014 (Mont-Blanc 80k)
- Vicecampione del mondo Buff Skyrunner World Series 2013
- Campione del mondo di combinata agli Skygames 2012
- Vicecampione del mondo Buff Skyrunner World Series 2012
- Campione del mondo Buff Skyrunner World Series 2011
- Campione spagnolo di SkyMarathon 2011
- Campione europeo di combinata (KV + Skyrace) 2011
- Vicecampione europeo di skyrunning 2011
- Vicecampione mondiale di SkyMarathon 2010

### Altri titoli
- 1º Transvulcania 2014, 2015 (record percorso), 2016
- Zegama Aizkorri: 3º (2014), 2º (2013)
- 1º Cavalls del Vent 2013
- 2º Transvulcania 2013
- 1º Skyrace Monte Elbrus 2012
- 1º Dolomites Skyrace 2011
- 1º CCC UTMB 100 km 2019